# 海因里希·瓦尔波特·冯·巴森海姆
海因里希·瓦尔波特·冯·巴森海姆（德語：Heinrich Walpot von Bassenheim；—1200年9月24日，或—1208年11月05日），又被称为海因里希·瓦尔波特（德語：Heinrich Walpot, Heinrich Waldbott）或亨利·瓦尔波特（英語：Henry Walpot），是条顿骑士团的首任大团长（1198-1200，或1198-1207）。

## 简介
海因里希·瓦尔波特的个人资料较少。有说法称他出身于美因茨一个富裕的资产阶级家庭，也有说法称他出身于莱茵兰的一个贵族家庭。
他不知何时加入了骑士团，并追随骑士团来到了圣地。1198年，在教宗雷定三世及其继任意诺增爵三世的许可下，他将原为医院修会的条顿骑士团军事化，并担任第一任大团长。1199年，他代表意诺增爵三世从圣殿骑士团大团长吉尔伯特·霍拉尔那里取得一份圣殿骑士团修道院规则的副本，并以此作为条顿骑士团的规则基础。
1200年，他在阿卡去世并葬于此处。也有说法称其去世于1208年。